# Mauricio Aspe
Mauricio Aspe  (Mexikóváros, 1976. július 25. –) mexikói színész.

## Élete
Mauricio Aspe 1976. július 25-én született Mexikóvárosban. 1995-ben a María című telenovellában szerepelt. 2005-ben A mostoha című sorozatban Héctor San Románt alakította. 2008-ban szerepet kapott a Kedves ellenség-ben. 2010-ben a TV Aztecához szerződött, ahol az Entre el amor y el deseo című telenovellában játszott.
2000-ben feleségül vette Margarita Magaña színésznőt. Született egy lányuk, aki a Shakti nevet kapta. 2004-ben elváltak.

## Filmográfia

### Telenovellák
- La piloto(2017-2018)... Arley Mena
- Las Bravo (2014).... Patricio
- La mujer de Judas (2012).... Ernesto Medina
- Entre el amor y el deseo (2010).... Marcio García
- Kettős játszma (Sortilegio) (2009).... Fabian Lombardo
- Árva angyal (Cuidado con el ángel) (2008).... Raúl Soto
- Kedves ellenség (Querida enemiga) (2008).... Arturo Sabogal
- Madre Luna (2007).... Román "Veneno" Garrido
- Las dos caras de Ana (2006).... Ignacio Bustamante
- Mi vida eres tú (2006).... Ricardo
- A mostoha (La madrasta) (2005).... Héctor San Román
- Amarte es mi pecado (2004).... Rafael Almanzán
- Entre el amor y el odio (2002).... Tobías
- Por un beso (2001).... Anselmo
- Carita de ángel (2001).... Saturno
- La casa en la playa (2000).... Gino Morali
- Első szerelem (Primer amor... a mil por hora) (2000).... Rodolfo "Rudy"
- Szeretni bolondulásig (Por tu amor) (1999).... René Higueras Ledesma
- Preciosa (1998).... Gasolina
- Amada enemiga (1997).... Jorge
- La culpa (1996).... Toño
- Azul (1996).... Roberto
- María (María la del barrio) (1995).... Aldo Armenteros
- Agujetas de color de rosa (1994)